# Gebsattel
Gebsattel este o comună aflată în districtul Ansbach, landul Bavaria, Germania.